# 1904 au Canada
Pour un article plus général, voir Chronologie du Canada.
Cet article traite des événements qui se sont produits durant l'année 1904 au Canada.

## Événements
- Fondation de Marionville, le seul village d'aujourd'hui qui partage les 3 municipalités canadiennes.
- 19 avril : grand incendie de Toronto.

### Politique
- Février : création de la Commission des phares.
- 3 novembre : Wilfrid Laurier, (libéral), est réélu Premier ministre du Canada après la victoire des Libéraux, qui obtiennent 139 sièges au Parlement sur 214.
- 25 novembre : Simon-Napoléon Parent (libéral) est réélu Premier ministre du Québec.
- Henri Bourassa commence à plaider en faveur de l’utilisation du bilinguisme dans les institutions fédérales.

### Justice
- 10 septembre : l'américain Bill Miner dévalise un train en Colombie-Britannique.

### Sport
- Hockey sur glace : les Silver Seven d'Ottawa remportent la Coupe Stanley.

- Participation aux Jeux olympiques d'été de 1904 :
  - médaille d'or du Canada à la crosse; les Mohawks forment une équipe et remportent la médaille de bronze;
  - Étienne Desmarteau remporte la médaille d'or au lancer du poids.

- Golf : première édition du Canadian Open

### Économie
- Henry Ford ouvre une manufacture d'automobile à Windsor (Ontario) qui porte le nom de Compagnie Ford du Canada.
- Fondation de la papetière Kruger Inc.
- Création de la boisson gazeuse Canada Dry.

### Science
- Charles E. Saunders crée la variété du blé Marquis. Cette variété va devenir celle qui sera la plus cultivée dans les prairies de l'ouest pendant quelques décennies.

### Culture

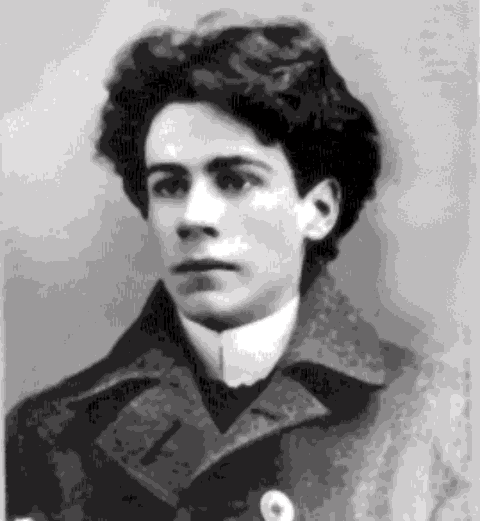
Émile Nelligan

- Publication par Louis Dantin des poèmes de Émile Nelligan.
- Les aspirations : poésies canadiennes de William Chapman.
- Roman Marie Calumet de Rodolphe Girard.

### Religion
- 27 janvier : érection du Diocèse de Joliette au Québec. Joseph-Alfred Archambeault en est son premier évêque.

- 8 février : le diocèse de Saint-Jean devient l'Archidiocèse de Saint-Jean à Terre-Neuve.

- 13 mars : fondation de l'Association catholique de la jeunesse canadienne-française.

- 16 septembre : érection du Diocèse de Sault-Sainte-Marie.

- 19 octobre : inauguration de la première chapelle sur le Mont-Royal dédiée à Saint Joseph. Le frère André, le fondateur, l'agrandira jusqu'à la construction de la basilique actuelle de l'Oratoire st-Joseph.

- Implantation de la Congrégation des Filles de la Croix à Winnipeg au Manitoba.

## Naissances
- 29 février : Lloyd Stinson, chef du Nouveau Parti démocratique du Manitoba.
- 6 mars : Farquhar Oliver, chef du Parti libéral de l'Ontario.
- 26 mars : Gustave Biéler, héros de guerre.
- 16 avril : Fifi D'Orsay, actrice.
- 26 avril : Paul-Émile Léger, cardinal, archevêque de Montréal († 13 novembre 1991).
- 3 mai : Charles Sauriol, naturaliste.
- 13 mai : Earle Birney, poète.
- 22 juillet : Donald Hebb, psychologue.
- 14 septembre : Frank Amyot, champion olympique.
- 20 octobre : Tommy Douglas, premier ministre de la Saskatchewan.
- 18 novembre : Jean Paul Lemieux, artiste-peintre.
- 26 novembre : Armand Frappier, médecin.
- 25 décembre : Gerhard Herzberg, physicien et chimiste.
- 28 décembre : Fanny Rosenfeld, athlète.

## Décès
- 11 février : Henri-Raymond Casgrain, religieux, critique littéraire et historien.
- 17 avril : Joseph Brunet, homme politique fédéral provenant du Québec.
- 19 avril : Ernest Pacaud, journaliste.
- Édouard Beaupré, appelé le géant Beaupré.
- Gustave Bourassa, religieux.
- 8 août : James Cox Aikins, lieutenant-gouverneur du Manitoba.
- 31 août : Jean-Baptiste Blanchet, homme politique fédéral provenant du Québec.